# Samsung Galaxy Z Flip
A Samsung Galaxy Z Flip egy androidos okostelefon, amelyet a Samsung Electronics fejlesztett ki. A Galaxy Folddal ellentétben az eszköz függőlegesen hajlik, és hibrid üvegbevonata van, amelynek neve Infinity Flex Display. A  Galaxy Z Flipet 2020. február 11-én mutatták be, 2020. február 14-én jelent meg. Magyarországon 2020. február 21-én jelent meg.